# 근친교배
근친교배 (近親交配)는 혈연이 가까운 두 부모 사이의 교배를 통한 생식 과정을 가리킨다. 이 용어는 사회문화적 용어로서의 근친상간과는 구별한다.
가축, 가금의 교배자들은 개체 안에서 바라지 않는 형질을 제거하기 위해 근친교배를 단행한다. 이 밖에도 이들의 혈통을 보존하거나 품종을 개량하기 위해 근친교배를 행하기도 한다.

## 같이 보기
- 근친상간
- 족외혼
- 유전학
- 유전자 다양성
- 유전적 성적 이끌림
- 섬의 왜소 발육화
- 품종개량